# 弗朗齐歇克·克拉利克
弗朗齐歇克·克拉利克（捷克語：František Králík，1942年4月12日—），捷克男子手球运动员。他曾代表捷克斯洛伐克国家队参加1972年夏季奥林匹克运动会手球比赛，获得一枚银牌。